# انگ‌ها
اُنگ‌ها یا اُنگه‌ها (انگلیسی: Onge) یا (Önge, Ongee، و Öñge) که همچنین به نام مردمان اُنگ‌ شناخته می‌شود یک گروه قومی آندامانی است که بومی جزایر آندامان در جنوب شرقی آسیا در خلیج بنگال است که در حال حاضر توسط هند اداره می‌شود. آنها به‌طور سنتی شکارچی-گردآورنده و ماهی‌گیر هستند، اما به کشت گیاه نیز می‌پردازند. آنها به عنوان یک قبیله برنامه‌ریزی شده هند تعیین شده‌اند.

## پیشینه

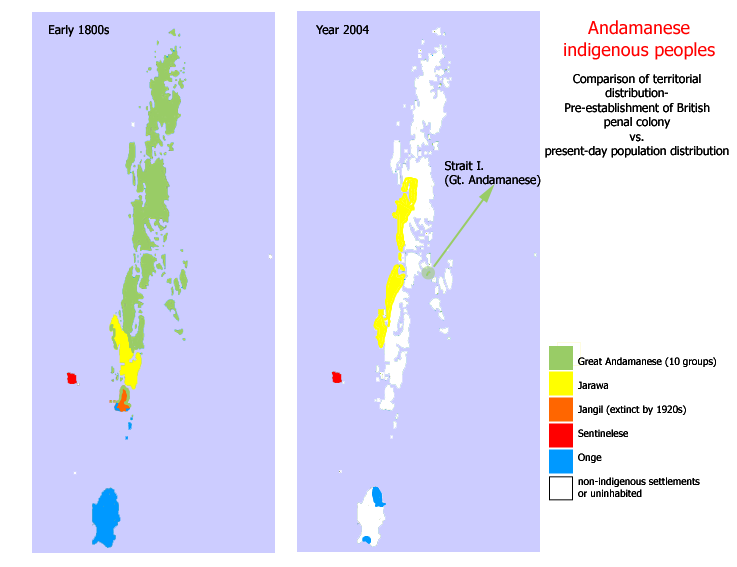
نمای توزیع قبیله‌های آندامانی در دههٔ آغازین ۱۸۰۰ تا ۲۰۰۴. مناطق انگ‌ها به رنگ آبی هستند.

در سدهٔ هجدهم، آنگه یا «مادومیتا» در سراسر جزیره آندامان کوچک و جزایر مجاور آن پراکنده شد، با برخی از قلمروها و اردوگاه‌هایی در جزیره روتلند و انتهای جنوبی جزیره آندامان جنوبی، ایجاد شد. پس از روبرو شدن آنها با افسران بریتانیای استعماری، روابط دوستانه‌ای با امپراتوری بریتانیا در دههٔ ۱۸۰۰ از طریق ستوان آرچیبالد بلر برقرار شد. افسر نیروی دریایی بریتانیا ام.وی. پورتمن آنها را به عنوان «خفیف‌ترین، ترسوترین و غیر تهاجمی‌ترین» گروه از مردم آندامانی که او با آنها روبرو شده بود توصیف کرد. در پایان قرن نوزدهم، آنها گاهی اوقات از جزایر برادر جنوبی و شمالی دیدن می‌کردند تا لاک پشت‌های دریایی را بگیرند. در آن زمان، به نظر می‌رسید که آن جزایر مرز بین قلمرو خود و گستره مردم آندامان بزرگ در شمال آن کشور باشد. امروزه، اعضای بازمانده در دو اردوگاه ذخیره در آندامان کوچک، نهر دوگونگ در شمال شرقی و خلیج جنوبی محبوس هستند.